# Siosjoki (vattendrag, lat 68,32, long 23,97)
Siosjoki är ett vattendrag i Finland.   Det ligger i landskapet Lappland, i den norra delen av landet, 900 km norr om huvudstaden Helsingfors.